# 阿乎美村
阿乎美村（あおみむら）は、かつて愛知県碧海郡にあった村である。

## 歴史
- 1878年（明治11年） - 上福桶村と下福桶村が合併し、福桶村となる。
- 1889年（明治22年）10月1日 - 合歓木村、福桶村、高橋村、在家村、上青野村、下青野村が合併し、阿乎美村が発足。
- 1891年（明治24年）11月10日 - 阿乎美村が合歓木村[1]と上青野村[2]に分割される。同日阿乎美村は廃止。